# Anthurium amnicola
Anthurium amnicola är en kallaväxtart som beskrevs av Robert Louis Dressler. Anthurium amnicola ingår i släktet Anthurium och familjen kallaväxter. Inga underarter finns listade.